# 1. Klasse Halle-Merseburg 1941/42
De 1. Klasse Halle-Merseburg 1941/42 was het negende voetbalkampioenschap van de 1. Klasse Halle-Merseburg, het tweede niveau onder de Gauliga Mitte en een van de drie reeksen die de tweede klasse vormden. Sportfreunde Halle werd kampioen en kon via de eindronde promotie afdwingen.

## Eindstand
| Plaats | Club                    | Wed. | Saldo | Ptn.  |
| ------ | ----------------------- | ---- | ----- | ----- |
| 1.     | FV Sportfreunde Halle   | 17   | 65:25 | 28:6  |
| 2.     | LSV Nordhausen          | 17   | 63:37 | 24:10 |
| 3.     | SG Mockrehna            | 16   | 50:36 | 21:11 |
| 4.     | KSG RB/VfL Merseburg    | 15   | 32:26 | 17:13 |
| 5.     | SV 1898 Halle           | 17   | 45:51 | 17:17 |
| 6.     | SV Merseburg 99         | 17   | 36:45 | 17:17 |
| 7.     | FC Preußen 01 Merseburg | 16   | 28:45 | 13:17 |
| 8.     | SV Union Sandersdorf    | 17   | 28:43 | 10:24 |
| 9.     | SpVgg Borussia 02 Halle | 16   | 17:45 | 9:23  |
| 10.    | Rot-Weiß/VfL Bitterfeld | 18   | 28:40 | 9:27  |

Deze tabel is onvolledig, de uitslagen van zeven wedstrijden ontbreken.
|  | Kampioen, deelname promotie-eindronde                           |
|  | Speelt volgend seizoen in de 1. Klasse Thüringen-Erfurt 1942/43 |

## Promotie-eindronde
De kampioen van Kyffhäuser nam niet deel, de overige vier kampioenen van de 1. Kreisklasse namen het tegen elkaar op, de top twee promoveerde.
| Plaats | Club             | Wed. | Saldo | Ptn. |
| ------ | ---------------- | ---- | ----- | ---- |
| 1.     | FC Wittenberg 07 | 4    | 11:4  | 7:1  |
| 2.     | MSV Torgau       | 3    | 19:11 | 2:4  |
| 3.     | VfB Schkeuditz   | 2    | 6:6   | 2:2  |
| 4.     | BC Zeitz 03      | 3    | 4:19  | 1:5  |

Tabel is niet volledig, slechts zes van de twaalf wedstrijden zijn bekend. 
|  | Promotie naar 1. Klasse Halle-Merseburg 1942/43 |